# Ali Haidar
Mohamed Ali Haidar (in arabo علي حيدر‎?; Kana, 20 luglio 1990) è un cestista libanese con cittadinanza canadese.

## Carriera
Haidar è nato a Kana, in Libano, da Mohammad e Mona Haidar. Nel 2006, è emigrato con la sua famiglia in Canada, dove ha studiato alla J.L. Forster Secondary School di Windsor, Ontario, giocando nella squadra di basket della scuola, i Forster Spartans, a partire dalla stagione 2006-2007.
Dopo il diploma alla Forster, ha ricevuto una borsa di studio presso la Michigan Technological University a Houghton, Michigan, negli Stati Uniti, dove ha iniziato nel 2010 un doppio percorso di laurea in ingegneria mentre giocava a basket per gli MTU Huskies nel campionato dei Great Lakes Intercollegiate Athletic Conference della NCAA Division II. Con la magli degli Huskies Ali Haidar è stato nominato giocatore All-American per due volte, dal 2009 al 2013. È stato nominato per due volte GLIAC Player of the Year e detiene il record della scuola per il maggior numero di rimbalzi (893) ed è al quinto posto nella storia del programma, per punti realizzati, con 1.995 punti. Detiene inoltre il record per i tiri liberi realizzati e tentati in una singola partita, così come quello per i tiri dal campo realizzati e tiri liberi tentati in una stagione.
Terminata l'avventura al College Haidar ha fatto il suo ritorno in Libano, dove ha iniziato la sua carriera da professionista, firmando per il Al-Riyadi Beirut. Con la squadra di Beirut conquista al termine della sua stagione da rookie, la vittoria del suo primo titolo nazionale, conquistando la Lebanese Basketball League. 
La stagione successiva ha una breve esperienza con la squadra della Slovenia del KK Sencur Gorenjska con cui però gioca solo tre partite nella 1. A slovenska košarkarska liga.
Dal 2015 al 2018 gioca nuovamente con la casacca del Al-Riyadi Beirut e nelle tre stagioni in cui rimase con l'Al Riyadi, vinse per altre due volte il titolo della Lebanese Basketball League oltre ad ottenere la vittoria nella FIBA Asia Champions Cup 2017.
Prima dell'inizio della stagione 2018-2019 della Lebanese Basketball League, Haidar lascia l'Al Riyadi firmando con il Beirut Club. In 30 partite, Haidar fece registrare una media impressionante di 17.9 punti, 8.8 rimbalzi , 1.9 assist, 1.3 palle rubate e 1.1 stoppate per partite, contribuendo a portare la sua squadra in finale dopo aver concluso la stagione regolare al secondo posto. Al termine del cmapionato, venne premiato come MVP della stagione, Domestic Player of the Year e Centro dell'anno. Nell'estate del 2019, torna per un breve periodo in Canada per giocare tre partite con la maglia dei Saskatchewan Rattlers nella Canadian Elite Basketball League 2019, contribuendo, anche se in minima parte, alla vittoria finale del titolo.
Torna nuovamente in Libano per la stagione 2019-2020 della Lebanese Basketball League, ma dopo aver giocato le prime 4 giornate con la maglia del Champville SC, la competizione venne sospesa a causa della Pandemia da COVID-19. Con la sospensione del campionato libanese Haidar per il resto della stagione sportiva giocò in varie squadre: nel novembre 2019 firmò con la squadra della Libia dell'Al-Nasr Bengasi con cui gioca nelle partite di qualificazione della BAL 2021; il mese successivo passa poi all'Al-Wehdat, squadra della Giordania con cui vince la Jordanian Premier Basketball League 2019; nel febbraio 2020 firma in Qatar per la squadra dell'Al-Gharafa, con cui gioca la parte finale della Qatari Basketball League 2019-2020, conclusa con il secondo posto finale.
Nell'ottobre del 2020 venne annunciata la sua firma con la squadra del Bahrain dell'Al Manama per giocare la Bahraini Cup.
Il mese successivo Haidar cambia nuovamente nazione, trasferendosi questa volta in Iraq nella squadra dell'Al-Hashd Al-Shaabi, squadra con cui disputata tutta la restante parte della stagione 2020-2021 della Iraqi Basketball Premier League. Con la casacca dell'Al-Hashd Al-Shaabi arriva fino alle semifinali della IBPL ed al termine della competizione venne nominato Import Player of the Year e venne inserito nel All-Iraqi League 1st Team per la stagione 2021.
Nella stagione 2021-2022 Haidar ha fatto il suo ritorno in Libano, dopo quasi due anni, firmando con il Dynamo Lebanon Club, giocando con la squadra tutta la stagione della Lebanese Basketball League. 
Il 26 luglio 2022, mentre Haidar stava celebrando il proprio matrimonio firmò davanti a tutti gli invitati, il contratto che lo faceva diventare nuovamente un giocatore del Beirut Club. Haidar ha giocato per il Beirut Club nelle successive tre stagioni della Lebanese Basketball League, tranne che in due brevi periodi in cui ha giocato nuovamente fuori dal Libano: al termine della stagione 2022-23 della LBL ha giocato brevemente per l'Al-Karamah nella Syrian Basketball League; mentre nel novembre del 2024, a causa del rinvio dell'inizio della stagione 2024-25 del campionato libanese, è tornato a giocare in Iraq per l'Al-Hashd Al-Shaabi.

### Nazionale
Con la casacca della nazionale del Libano ha disputato tre edizioni dei Campionati asiatici (2015, 2017, 2022) ed al Campionato del mondo 2023. Inoltre ha fatto parte della squadra che ha conquistato la vittoria per il Libano nella Coppa delle Nazioni Arabe 2022, vincendo la finale contro la Tunisia con il punteggio di 72-69. Inoltre, ha conquistato la medaglia d'argento alla FIBA Asia Cup 2022.

## Palmarès

### Squadra
- Lebanese Basketball League: 4

Riyadi Beirut: 2013-2014,2015-2016,2016-2017
Beirut Club: 2021-2022
- Jordanian Premier Basketball League: 1

Al-Wehdat: 2019
- Canadian Elite Basketball League: 1

Saskatchewan: 2019
- Lebanese Basketball Cup: 2

Beirut Club: 2022, 2024
- FIBA Asia Champions Cup: 1

Riyadi Beirut: 2017
- West Asian Basketball Championship: 1

Riyadi Beirut: 2017

### Nazionale
- Arab Basketball Championship: 
 Dubai 2022
- FIBA Asia Cup: 
 Indonesia 2022